# 크리스티안 야마
크리스티안 에세키엘 야마(스페인어: Cristian Ezequiel Llama, 1986년 6월 26일 ~)는 아르헨티나의 축구 선수이다.